# Citadel (Fernsehserie)
Citadel ist eine  US-amerikanische Actionserie von Josh Appelbaum und Bryan Oh, die für Amazon Prime produziert wird. Die Hauptrollen spielen Richard Madden und Priyanka Chopra Jonas. Die Veröffentlichung der ersten Staffel erfolgte ab dem 28. April 2023 auf der Video-on-Demand-Plattform Prime Video.
Bereits vor Veröffentlichung der ersten Staffel wurde im März 2023 eine zweite Staffel in Auftrag gegeben.

## Handlung
Die Agenten Mason Kane und Nadia Sinh arbeiteten für Citadel, eine global agierende Spionageagentur, die keinem Land verpflichtet ist. Acht Jahre sind nach einem Zugunglück vergangen und Mason und Nadia können sich nicht mehr an ihre actiongeladene Vergangenheit erinnern und führen mit neuen Identitäten ein normales Leben. Eines Tages wird Mason von seinem früheren Kollegen Bernard Orlick aufgespürt und um Mithilfe gebeten. Er soll zusammen mit seiner früheren Partnerin Nadia der Organisation Manticore das Handwerk legen, die eine neue Weltordnung anstrebt.

## Produktion
Im Januar 2020 wurde die Serie angekündigt. Die Hauptrollen wurden mit Richard Madden und Priyanka Chopra Jonas besetzt. Die Idee stammt von den Russo-Brüdern, die auch als Executive Producers an dem Projekt beteiligt sind.
Aufgrund von kreativen Differenzen wurde das halbe Team, darunter der Showrunner Josh Appelbaum und Regisseur Brian Kirk, während der Produktion ausgetauscht. Das Produktionsbudget stieg auf ungefähr 300 Millionen US-Dollar, da einige Nachdrehs nötig wurden. Dies macht Citadel zur zweitteuersten Serie nach Der Herr der Ringe: Die Ringe der Macht.
Gedreht wurde zwischen Januar und Dezember 2021, unter anderem im Vereinigten Königreich und Slowenien. Die Nachdrehs fanden im Frühjahr bis Sommer 2022 statt.
Eine zweite Staffel wurde im März 2023 bestellt.
Die erste Staffel startete am 28. April 2023 mit einer Doppelfolge.

## Besetzung und Synchronisation
Die deutschsprachige Synchronisation entstand nach Dialogbüchern und unter der Dialogregie von Peter Baatz-Mechler bei der Arena Synchron, Berlin.
| Rolle                      | Schauspieler          | Hauptrolle | Synchronsprecher |
| -------------------------- | --------------------- | ---------- | ---------------- |
| Mason Kane                 | Richard Madden        | 1.01–      | Stefan Günther   |
| Nadia Sinh                 | Priyanka Chopra Jonas | 1.01–      | Rubina Nath      |
| Abby Conroy                | Ashleigh Cummings     | 1.01–      | Victoria Frenz   |
| Anders Silje / Davik Silje | Roland Møller         | 1.01–      | Michael Iwannek  |
| Hendrix Conroy             | Caoilinn Springall    | 1.01–      | Annika Theusner  |
| Dahlia Archer              | Lesley Manville       | 1.01–      | Liane Rudolph    |
| Bernard Orlick             | Stanley Tucci         | 1.01–      | Lutz Mackensy    |
| Carter Spence              | Osy Ikhile            |            |                  |

## Episodenliste
| Nr. (ges.) | Nr. (St.) | Deutscher Titel           | Originaltitel                     | Erstausstrahlung USA | Deutschsprachige Erstausstrahlung (D) | Regie                            | Drehbuch                                                               |
| ---------- | --------- | ------------------------- | --------------------------------- | -------------------- | ------------------------------------- | -------------------------------- | ---------------------------------------------------------------------- |
| 1          | 1         | Entgleist                 | The Human Enigma                  | 28. Apr. 2023        | 28. Apr. 2023                         | Newton Thomas Sigel              | David Weil Idee: Josh Appelbaum, Bryan Oh & David Weil                 |
| 2          | 2         | Geh nach Valencia         | Spies Appear in Night Time        | 28. Apr. 2023        | 28. Apr. 2023                         | Newton Thomas Sigel              | David Weil & Bryan Oh                                                  |
| 3          | 3         | Vertrauen gegen Vertrauen | Infinite Shadows                  | 5. Mai 2023          | 5. Mai 2023                           | Newton Thomas Sigel & Jessica Yu | David Weil & Melissa Glenn                                             |
| 4          | 4         | Der Oz-Schlüssel          | Tell Her Everything               | 12. Mai 2023         | 12. Mai 2023                          | Newton Thomas Sigel & Jessica Yu | Josh Appelbaum, Bryan Oh & David Weil Idee: Josh Appelbaum & Bryan Oh  |
| 5          | 5         | Verrat                    | Time Renders Us Enemies           | 19. Mai 2023         | 19. Mai 2023                          | Newton Thomas Sigel              | David Weil & Bryan Oh Idee: David Weil, Bryan Oh & Angela Russo-Otstot |
| 6          | 6         | Tote Hand                 | Secrets In Night Need Early Rains | 26. Mai 2023         | 26. Mai 2023                          | Newton Thomas Sigel              | David Weil, Jesse Alexander, Josh Appelbaum & Bryan Oh                 |

## Serien-Franchise
Bereits Mitte 2018 wurde von der Chefin der Amazon Studios, Jennifer Salke, ein globales Franchise mit Spin-Offs in diversen Ländern und Sprachen angekündigt.
Die Dreharbeiten für die italienische Serie Citadel: Diana begannen im Oktober 2022 mit Matilda De Angelis und Lorenzo Cervasio in den Hauptrollen. Im Januar 2023 startete die Produktion der indischen Serie Citadel: Honey Bunny mit Varun Dhawan und Samantha Ruth Prabhu. Eine mexikanische Version ist im Gespräch.
Citadel: Diana wurde am 10. Oktober 2024 veröffentlicht.
Citadel: Honey Bunny wird am 7. November 2024 veröffentlicht.